# Firin Faran Euskal Herrian

Firin Faran Euskal Herrian es un documental de viaje dirigido por Pello Varela estrenado en 2009, rodado en diferentes lugares de Álava y Guipúzcoa. 
La película nos muestra una de las muchas rutas que se pueden hacer en el País Vasco, en concreto una jornada que comienza en la localidad alavesa Araia, que tras pasar la cueva de San Adrián termina en Guipúzcoa.
Fue seleccionado en el Festival de Cine Vasco de Lequeitio.
- Datos: Q5862236